# Jean Ricardou

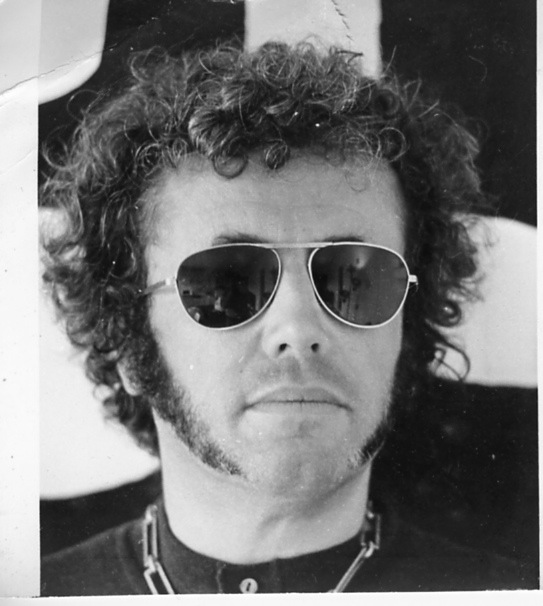
Jean Ricardou 1973

Jean Ricardou (* 17. Juni 1932 in Cannes; † 23. Juli 2016 ebenda) war ein französischer Schriftsteller und Texttheoretiker.

## Leben
Nach dem Baccalauréat (Abitur) am Pariser Lycée Carnot studierte Jean Ricardou an der École normale d’instituteurs und wurde 1953 Grundschullehrer in einem Arbeiterviertel von Saint-Denis. 1956 wurde er zum Militärdienst einberufen. Um einem Einsatz im Krieg gegen die algerische Unabhängigkeitsbewegung zu entgehen, täuschte er eine Geisteskrankheit vor und wurde ausgemustert. 1957 schloss er sich der linkssozialistischen Gruppe Union de la gauche socialiste an. Ab 1961 unterrichtete er an einem Collège im 2. Arrondissement von Paris.
Nachdem er seit 1955 von Alain Robbe-Grillets Roman Le Voyeur fasziniert war, kontaktierte er den Autor 1958 und wurde an Philippe Sollers verwiesen, in dessen Zeitschrift Tel Quel er Literaturtheorie veröffentlichte und als Mitglied des Redaktionskomitees (1962–1971) Eingang fand. Gleichzeitig gründete er die Zeitschrift Médiations. Revue des expressions contemporaines (1961–1964). 1961, 1965 und 1969 veröffentlichte er Romane, die ihn in die Phalanx der Autoren des Nouveau Roman einreihten. Mit drei weiteren Büchern von 1967 bis 1973 wurde er zum anerkannten Theoretiker der Gruppe.
Ab 1964 engagierte sich Ricardou im Centre culturel international von Cerisy-la-Salle und übernahm 1971 eine  Leitungsfunktion (unter Aufgabe seiner Lehrerstelle). Ab 1970 hielt er Vorlesungen in Kanada und Vorträge in Skandinavien und Australien; ab 1972 war er Lehrbeauftragter der Université Paris 1 Panthéon-Sorbonne. 1973 erwarb er an der Universität Paris VIII die Licence im Fach Lettres modernes und an der Universität Aix-Marseille ein Doctorat de 3e cycle. 1982 habilitierte er sich (Doctorat d’État) an der Universität Toulouse mit der Arbeit Aspects du texte moderne. Pratique, théorie, Pédagogie (bei Bernard Magné).
1984 begann er mit der Ausarbeitung einer (nicht unumstrittenen) Texttheorie neuen Typus, die er Textique nannte. Sie erhebt den Anspruch, alle Arten von Schreiboperationen und Schriftstrukturen zusammenzuführen. Saussure warf er vor, die Schrift in ihrer Bedeutung unterschätzt zu haben. Die Veröffentlichungsreihe Textica (im Verlag Les Impressions nouvelles, Brüssel) ist ihr seit 2012 gewidmet (zuletzt 8, 2019). Die Publikation seines Gesamtwerks in 13 Bänden ab 2018 ist nach dem 7. Band ins Stocken gekommen (Stand Sommer 2024).
Ricardou starb 2016 im Alter von 84 Jahren.

## Werke (Auswahl)

### Roman
- L'observatoire de Cannes. Éditions de Minuit, Paris 1961.
- La prise de Constantinople. Éditions de Minuit, Paris 1965. (Prix Fénéon)
- Les lieux-dits. Petit guide d'un voyage dans le livre. Gallimard, Paris 1969.
- Révolutions minuscules. Gallimard, Paris 1971. Impressions nouvelles, Paris 1988. (Erzählungen)
- La cathédrale de Sons. Impressions nouvelles, Paris 1988. (Erzählungen)
- (mit Maurice de Gandillac) Bestiaire latéral. Atelier de l'Agneau, Saint-Quentin-de-Caplong 2005. (experimentelle Poesie)
- Grivèlerie. Textica 1, 2, 3. Impressions nouvelles, Brüssel 2012.

### Hörspiel
- 1973: Verbindungen – Übersetzung: Helmut Scheffel; Regie: Heinz von Cramer (Hörspiel – SDR)[3]

### Romantheorie und Texttheorie
- Problèmes du nouveau roman. Seuil, Paris 1967.
- Pour une théorie du nouveau roman. Seuil, Paris 1971, 1991.
- Le Nouveau roman. Seuil, Paris 1973, 1990.
- Nouveaux problèmes du roman. Seuil, Paris 1978.
- Le théâtre des métamorphoses. Seuil, Paris 1982.
- Une maladie chronique. Impressions nouvelles, Paris 1989.
- Du nouveau roman à la textique. Pratique, pédagogie et théorie de l'écriture. Conférences à Cerisy, 1964–2015. Hrsg. Édith Heurgon. Hermann, Paris 2018. (Sammelschrift)
- Intelligibilité structurale de la page. Hrsg. Erica Freiberg und Gilles Tronchet. Impressions nouvelles, Brüssel 2018.

### Gesamtausgabe (in Arbeit)
- L'intégrale Jean Ricardou. Impressions nouvelles, Brüssel 2018–
  - 1. 1956–1961.
  - 2. 1962–1966.
  - 3. 1967–1968.
  - 4. 1969–1970.
  - 5. 1971.
  - 6. 1972–1973.
  - 7. 1974–1977.
  - (geplant) 8. 1978–1979. 9. 1980–1982. 10. 1983–1988. 11. 1988–1989. 12. 1990–1999. 13. 1999–2016.